# カ
カ（蚊）は、ハエ目（双翅目）糸角亜目カ科（学名: Culicidae）に属する昆虫である。イエカ属、ヤブカ属、ハマダラカ属など35属、約2,500種～約3000種が世界に存在し、うち日本は100種程度である（東京都福祉保健局による）。ヒトなどから血液を吸う吸血動物であり、種によっては各種の病気を媒介する衛生害虫である。

## 形態

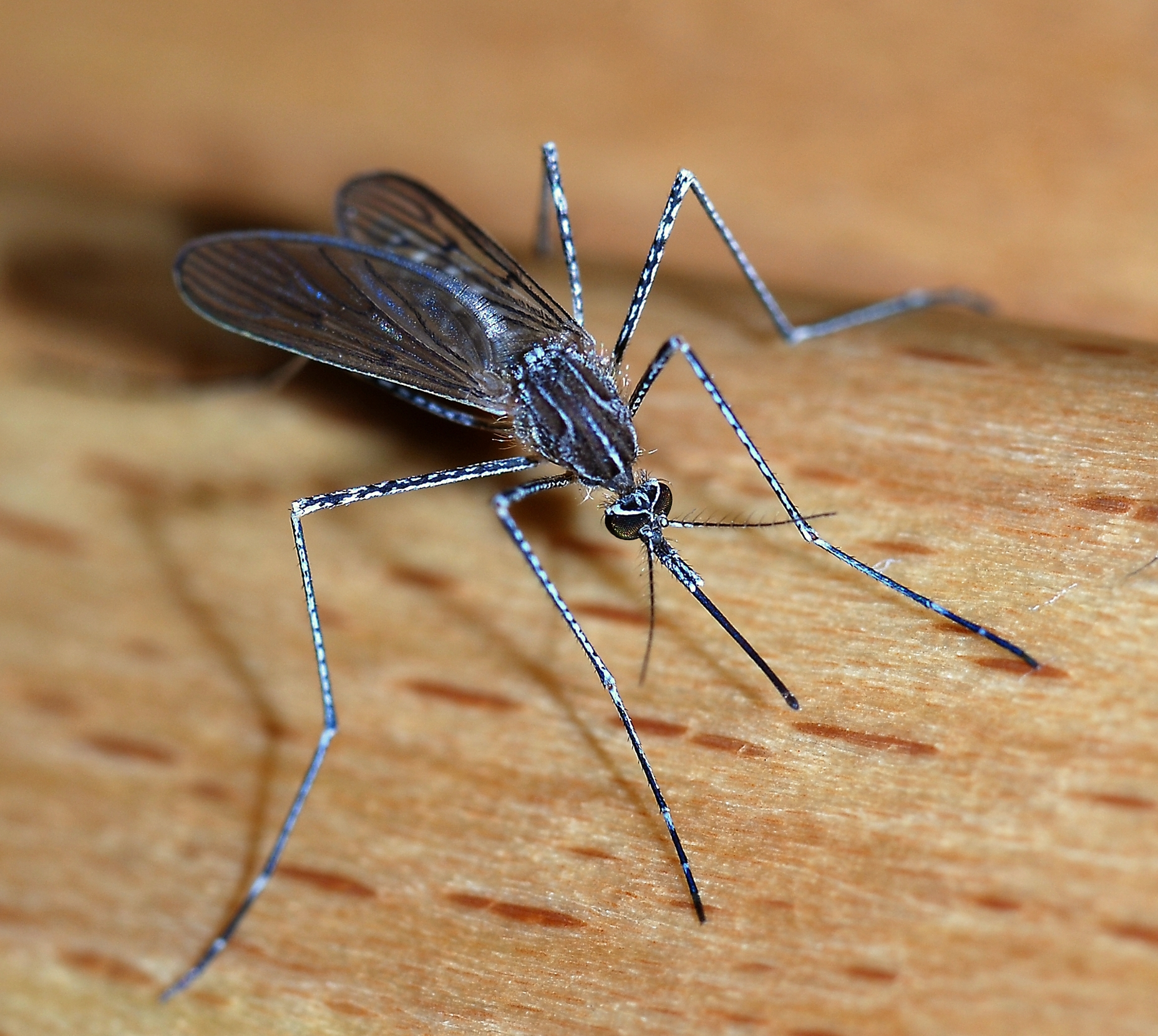
Culiseta longiareolata (Macquart, 1838) のメス

体長
成虫はハエと同様、2枚の翅を持ち、後翅は退化して平均棍になっている。細長い体型で、頭は丸く、足は長い。大きさは様々だが、ほとんどは15mm以下である。
消化管
カの消化管は前腸、中腸、後腸の3つの部分に分けられる。前腸には口、唾液腺、食道などがある。カには胃のほかに腹側吸胃と呼ばれる器官があり、中腸の入り口付近から分岐し、花の蜜や樹液の消化に用いる。胃は中腸に位置しており血液を処理している。中腸と後腸の中間にはマルピーギ管と呼ばれる、老廃物を尿として排出する器官がある。

## 生態
飛行速度
重量はわずか2–2.5mg、飛行速度は約1.5–2.5km/hほどであり、通常でも1秒間に520回以上羽ばたくが、吸血後は体が重くなるため大幅に羽ばたく回数が増え、それに伴い飛行速度は落ちる。カの飛翔距離やそれに起因する行動圏の広さは種によって様々である。
長崎県における調査によるとコガタアカイエカの通常の1日の行動範囲は1km程度であるが、中には1日で5.1kmの距離を飛ぶ個体もあり、また同種が潮岬南方500kmの位置から採集されている。これは風速を考慮すると高知県から24時間、あるいは静岡県から19時間で到達したと考えられている。その一方で、タイ王国バンコクにおけるネッタイシマカの調査では、24時間で37mしか移動していないことが記録されている。
JICAの公表する資料によれば、ハマダラカのうちタンザニアのダルエスサラーム市（最大都市）とタンガ市（北部の港湾都市）で流行している土着マラリアの主要な媒介蚊 Anopheles gambiae（真水で棲息）と An. merus（塩水で棲息）の成虫の飛翔範囲は幼虫棲息地を中心に数百mであるという。また同じハマダラカ類で、一日の飛翔距離は An. funestus で800 m 程度、An. pharoensis で9kmであることが記録されている。
羽音
蚊の羽音は400Hz–900Hz程度であり、種類によって異なる。羽音を利用した誘殺駆除や忌避グッズもあるが、羽音の10倍もの倍音を持つ3–6kHzの音を発する忌避グッズもある。こういった超音波や音波で蚊を避けるグッズは、2007年11月20日、日本の公正取引委員会により、公的機関での実験の結果「効果が認められない」とされ、景品表示法違反による排除命令が出された。

## 餌・吸血
口吻と餌
全てのカはオスもメスも長い口吻を持つ。この口吻は円筒状に巻いた上唇が食物を吸収する管となり、その下面には唾液を送り込む管となっている下咽頭、左右には針状の大顎、小顎が添えられている。そしてその全体を樋状になった下唇が鞘となって保護している。吸血対象動物の皮膚に刺針を差し込む時は、下唇を外部で「く」の字に折り曲げ、吸血後、刺針を再び被う。
通常の餌は、植物の蜜や果汁などの糖分を含む液体である。
吸血
吸血に際しては下唇以外の部分が、小顎先端の鋸歯で切り開かれた傷に侵入していき、毛細血管を探り当てる。メスは卵を発達させるために必要な、タンパク質を得るために吸血する。吸血の対象はヒトを含む哺乳類や鳥類だが、爬虫類や両生類、魚類から吸血する種類もある。オスはメスと違い、血を吸うことはない。またオオカ亜科の場合、メスであっても吸血を行わない。
吸血の際は皮膚に口吻を突き刺し、吸血を容易にする様々なタンパク質などの生理活性物質を含む唾液を注入した後に吸血に入る。この唾液により血小板の凝固反応は妨げられる。この抗凝固作用がないと血液は体内で固まり、蚊自身が死んでしまう。吸血を行う事で体内の卵巣の成熟が開始され、卵の発達にも繋がる。
多くの蚊は気温が15度以上になると吸血を始めると言われており、26度から31度くらいで最も盛んに吸血活動を行う。通常の活動期間内であっても気温が15度以下に下がったり、35度を越えたりするようなことがあると、野外では物陰や落ち葉の下などでじっとして活動しなくなる。
刺された痒み
また、この唾液は人体にアレルギー反応を引き起こし、その結果として血管拡張などにより痒みを生ずる。唾液は本来、吸引した血とともに蚊の体内に戻される。血液を吸引し終われば、刺された箇所の痒みは、唾液が戻されなかった場合よりは軽度になるとよく言われているものの、実際には、吸っている間に唾液も血と一緒に流れていくので必ずしも軽度になるとは言い切れない。また、何らかの理由で吸引を中断し飛び立った場合、唾液を刺された体内に残したままであるため、痒みが残る。中和剤は存在せず、抗ヒスタミン薬やリドカインを含む軟膏の塗布により抑えることになる。

## 生活環

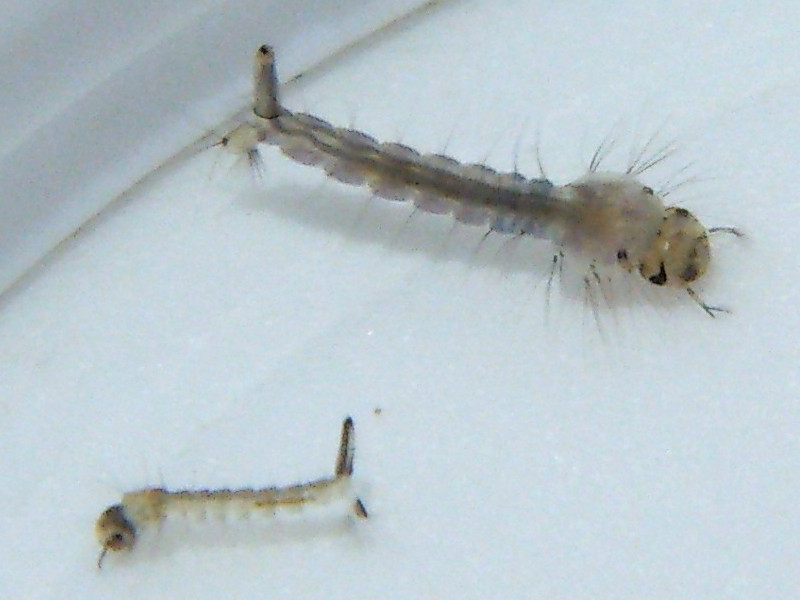
幼虫（ボウフラ）

一生のうちで、卵→幼虫→蛹→成虫と完全変態する。卵から蛹までの期間は種や温度によって変わる。イエカの一種 Culex tarsalis は、20℃の環境では14日で生活環を完成させる。25℃の環境では10日である。
卵
卵はヤブカ類では水際に、オオカ類やハマダラカ類では水面にばらばらに産み付けるが、イエカ類では水面に卵舟と呼ばれるボート状の卵塊を浮かべ、数日のうちに孵化する。なお、産み付けられた卵や幼虫は産卵誘因フェロモンを放出しており、卵や幼虫がいる水ほど他の蚊が産卵しやすい。特定の細菌も蚊の産卵誘因物質を産生している。
幼虫 （ボウフラ）
幼虫は全身を使って棒を振るような泳ぎをすることから、古名の「棒振り」「棒振り虫」が訛ってボウフラ（孑孒、孑孑)となった。地方によっては「ボウフリ」の呼称が残る。ボウフラは定期的に水面に浮上して空気呼吸をしつつ、水中や水底で摂食活動を行う。呼吸管の近くにある鰓は呼吸のためではなく、塩分の調節に使われると考えられている。
生息場所としては、主に流れのない汚れた沼や池などに生息するが、ハマダラカの一部などで知られるようにきれいな水を好む種や、それ以外にも水たまりや水の入った容器の中など、わずかな水場でも生息する種がいる。トウゴウヤブカにみられるように、海水が混じるため海浜部にある岩礁の窪みの、しばしば高い塩分濃度になる水たまりにも生息するものも知られる。また、水田も蚊の生息地としては重要な場である。
ボウフラは環境の変化には弱く、水質が変化したり、水がなくなったりすると死滅しやすい。水に川のような流れがあると生活できないものがいる一方、渓流のよどみを主な生活場所とするものもいる。特殊な環境で成長する種類もおり、樹木に着生したアナナス類の葉の間にたまった水、食虫植物のサラセニアの捕虫器内の水、波打際のカニの巣穴内などで成長する種類もいる。
ボウフラは空気を呼吸するのに尾端にある呼吸管を使用するが、ハマダラカ類では呼吸管がないため、体を水面に平行に浮かべて、背面の気門を直接水面に接して呼吸する。幼虫のほとんどは水中のデトリタスや細菌類などを食べ、ハマダラカ類では水面に吸着した微生物、イエカ類では水中に浮遊する微生物や細かいデトリタス粒子、ヤブカ類では水底に沈んだ粗大なデトリタス塊を摂食する傾向が強い。オオカ亜科の幼虫は他の蚊の幼虫を捕食する。
蛹
蛹はオニボウフラ（鬼孑孒）と呼ばれる。胸から伸びた呼吸管が鬼の角のように見えることに由来する。他の昆虫の蛹と同じく餌はとらないが、蛹としては珍しく幼虫と同じくらい活発に動く。呼吸は胸の「ホルン」と呼ばれる器官を使って行う。

## 進化史
知られている限り最も確実な最古のカの化石は白亜紀後期セノマニアンのミャンマーの琥珀から知られている。2023年にレバノンの白亜紀前期（バレミアン）の琥珀から記載されたLibanoculex intermediusは後にケヨソイカ科の双翅類であるとされるようになった。

## 人間との関わり

人間を殺している生物一覧。2016年のビル・ゲイツ財団による報告によると最も人間を殺している生物1位とされた。

### 感染症の媒介者
カは人類にとって最も有害な害虫である。メスが人体の血液を吸い取って痒みを生じさせる以外に、感染症の有力な媒介者ともなる。カによって媒介される病気による死者は1年間に75万人にもおよび、2位の人間（47万5000人）を抑えて「地球上でもっとも人類を殺害する生物」となっている。マラリアなどの原生動物病原体、フィラリアなどの線虫病原体、黄熱病、デング熱、脳炎、ウエストナイル熱、チクングニア熱、リフトバレー熱などのウイルス病原体を媒介する。日本を含む東南アジアでは、主にコガタアカイエカが日本脳炎を媒介する。地球温暖化の影響で範囲が広くなっている問題もある。カによる病気の中で最も罹患者及び死者の多い病気はマラリアであり、2015年には2億1400万人が罹患して43万8000人が死亡した。こうしたカによる感染症はカの多く生息する熱帯地方に発生するものが多く、マラリアをはじめ黄熱病やデング熱などはほぼ熱帯特有の病気となっている。また、カが媒介する伝染病は特定の種類のカによって媒介されることが多く、マラリアはハマダラカ、黄熱病やデング熱はネッタイシマカやヒトスジシマカ、ウエストナイル熱はイエカ、ヤブカ、ハマダラカによって媒介される。
蚊によって媒介される感染症は、感染源によって3つのタイプに分かれる。家畜や野生動物などからしか人間に感染しないもの、家畜や野生動物および感染した人間から人間に感染するもの、そして人間の間でしか感染しないものである。最初のタイプは日本脳炎などが該当し、野生動物（日本脳炎の場合は水鳥）や家畜（日本脳炎の場合はブタ）から吸血した蚊がウイルスを保持するようになり、その蚊が人間から吸血することでその人間に感染する。このタイプの場合、感染した人間から他の人間や動物には感染しない。2番目のタイプには黄熱病やデング熱などが該当し、野生動物（黄熱病やデング熱の場合はサル）およびそれらに感染した人間から吸血した蚊がウイルスを保持するようになり、その蚊が別の人間を吸血することでその人間に感染する。3番目のタイプにはマラリアなどが該当するが、これらの病原菌は動物は保持しておらず、感染した人間から蚊が吸血することによってのみ病原体が広まる。このため、周囲にマラリア感染者がまったく存在しない場合は、マラリアに感染する可能性はない。一方前二者のタイプにおいては感染経路において人は一部のみ、または全く関与していないので、感染者がいなくとも流行が起きることはありうる。

### 不快害虫
深夜の3～5時あたりでも活動しており、刺された痛み（痒み）や羽音で睡眠を阻害される事もあり、日常生活に悪影響を及ぼす面でも忌み嫌われている。

### 吸血宿主選択性（蚊に刺されやすい人、刺されにくい人）
血液型
よく刺されやすい血液型と、刺されにくい血液型があると言われる。一般的には、O型が刺されやすく、A型が刺されにくいと言われている。これに関して検証した事例は世界的に見てもほとんど無いが、富山医科薬科大学で研究が行われ、論文が発表された。
しかし、血液型性格分類でされる批判と同じく、数ある血液型の中で特別ABO式を基準にする科学的根拠はなく、蚊の吸血行動に影響を与えそうな血液型由来の物質も、現在のところ知られていない。
二酸化炭素・温度
蚊は二酸化炭素の密度が高いところへ、周りより温度が高いところへ向かう習性がある。体温、におい、周りとの二酸化炭素の密度の違いなどで血を吸う相手を探している。そのため体温が高く、呼吸回数が多い、つまり新陳代謝が激しい人は特に刺されやすい。生物の呼吸や代謝以外に、刈払機などの内燃機関の排気ガスにも寄ってくる。普段は刺されにくい人でも、新陳代謝量が増える運動をした後や、ビールを飲んだ後は刺されやすくなる。また、足のにおいを好み、足の方に集中する。
吸血宿主である動物が呼気中に排出する炭酸ガス量は、ニワトリは25ml/min、ヒトは250ml/min、ウシ・ウマなどの大型家畜は2,500ml/minであり、炭酸ガス量に対する複数の種類の蚊の反応と、これらの動物への蚊の嗜好性がよく一致することから、関連性があるといわれている。
湿度
蚊は湿度にも反応する。例えば汗をかいて、それが蒸発すると蚊が反応し、刺されやすくなる。したがって、汗かきの人は刺されやすい。汗の中のL(+)-乳酸が誘引物質として認められている。
肌・服の色
黒色の服は熱を吸収しやすいため、黒い服を着ていると刺されやすくなる。白色の服は熱を吸収しにくいので、刺されにくくなる。また肌の色についても、インド人、ビルマ人、中国人（華人）の混住するミャンマーではインド人が最も蚊による感染症リスクが高く、体色の違いとともに臭いが関連していると予想されている。
羽音の可聴音
成人（25〜30歳以上）になると可聴音の範囲が徐々に狭まり、蚊が出す高音域の羽音（およそ17kHzの低周波音。「モスキート音」と呼ばれる）を聞き取ること（“キーン” “フーン”という擬音で形容される）が困難となり接近しているのがわからず刺されやすくなる。
性別
男性の方が刺されやすい。これは発汗による水分蒸散の量が関連していると考えられる。50人の男性の平均刺咬数は50人の女性のそれより大きいことが実験されている。
性ホルモン
月経と関連して、平均刺咬数が多く吸血誘引性つまり刺されやすさに周期性を認めることができることが実験されている。
その他の誘引物質
一部の短鎖脂肪酸、含硫アミノ酸、アンモニア、1-オクテン-3-オール、その他の体臭

### 文化
俳句では「蚊」「孑孑（ボウフラ）」ともに夏の季語とされる。
滋賀県守山市は湿地が多く、古くは蚊の名所として知られ、人間ほどの蚊が出るという伝説があった。この蚊は狂言『蚊相撲』に登場し、人間に相撲を取ろうと持ちかけて近づき、血を吸おうとするが正体を見破られ、扇で煽がれて退治される。

### 血のDNA検査
人の血を吸った蚊の体内に残るヒトDNA型を鑑定することで、吸血2日後まで個人が特定できることを、名古屋大学大学院医学系研究科の山本敏充准教授らの研究グループが実験で確かめた。この研究では、グループは殺虫剤「キンチョール」で知られる大日本除虫菊（KINCHO）の協力を得て、無菌状態で飼育された蚊を入手した。国内で一般的なヒトスジシマカ、アカイエカにヒトの血を吸わせ、一時間後から72時間後まで数時間ごとに体内のヒトDNAを抽出。量や分解の程度を調べるとともに、DNA型による個人の識別を試みた。7人の被験者で検証した結果、吸血から48時間後までDNA型判定が可能だったという。いつ吸われた血か、半日単位で推定できることもわかった。グループは今後、1匹で複数のヒトの血を吸った場合の識別や、経過時間の精度向上を目指し、実験を続ける。山本准教授は「犯罪現場では蚊にも刺されてはいけない、という恐れが犯罪抑止につながれば」と話す。研究成果は2017年6月15日付米科学誌電子版に掲載された。

## 蚊の駆除・忌避・防除

### 成虫が活動する時期・場所
蚊は水たまりが発生源で、成虫は樹木や草むらで休むため、その近くは刺されないよう警戒したり、駆除を行ったりする対象エリアとなる。気温が18℃以上あれば活動でき、さらに季節による気温の変化が大きい日本では、成虫は夏に活発な行動を見せる。日本気象協会はアース製薬と協力し、地域ごとに蚊に注意すべき度合いを「蚊ケア指数」として公表していた(2024年3月終了)。

### 化学的防除（殺虫剤）

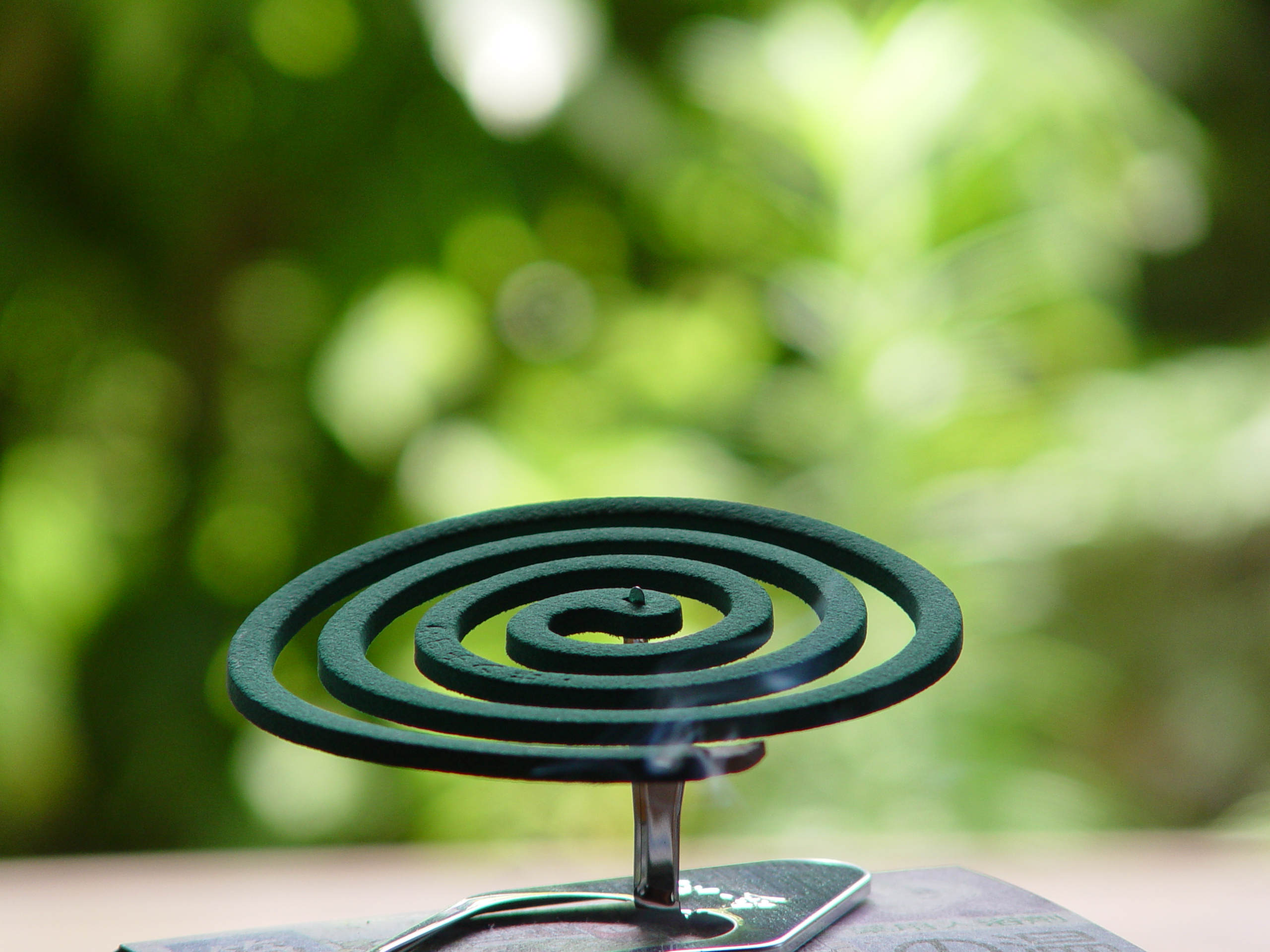
使用中の蚊取線香

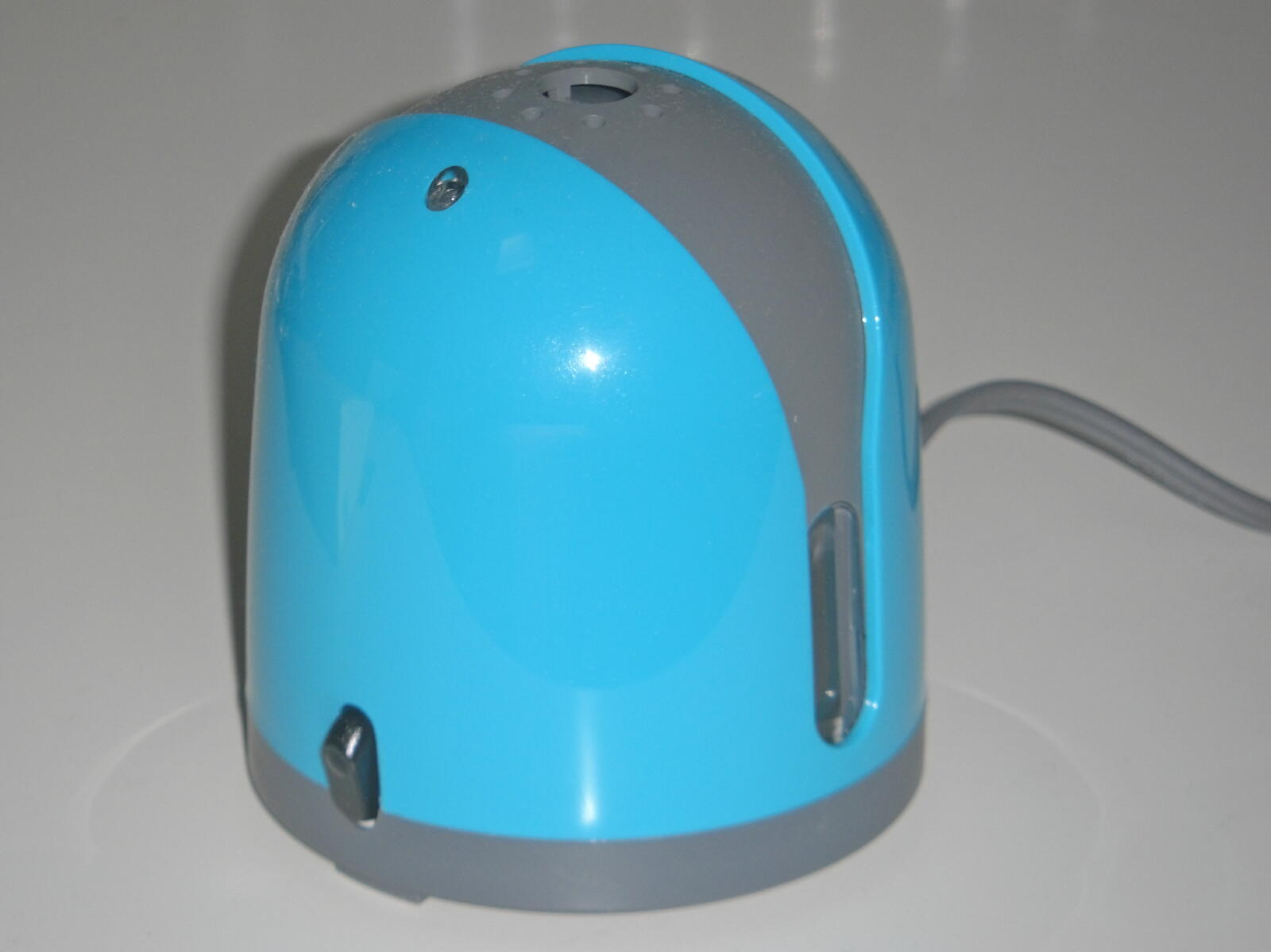
液体方式の電気蚊取（アースノーマット）

除虫菊に殺虫効果があるとことは、古くから経験的に知られていた。また、蚊の一部の種は柑橘系の樹木・果実を嫌う習性があり、ネペタラクトンやシトロネラ油が忌避剤として利用されるほか、夏みかん等の果実の皮汁・果汁を人体に塗布する地方もある。
消費者心理として「天然成分の方が安全」との先入観を抱きがちであるが、天然成分で効果が示されるレモンユーカリ油は、ユーカリ油に含有するシネオールが呼吸・神経への危険性が指摘されているため、3歳未満の乳幼児の使用には注意喚起がなされている。
動物には忌避効果のある成分を含む植物を体に擦りつける習性を持つ種もある。
銅を沈めると、ボウフラを弱らせる効果が発見されており、水の中に十円硬貨などの銅片を入れる、水の容器を銅製にする対策が行われたり、洗剤を水に溶かすと、界面活性剤によってボウフラが窒息し死滅することが知られている。
現代的な駆除は、家庭内では主に夜間に蚊取線香や蚊取りリキッド、ハエやゴキブリなども対象のスプレータイプの殺虫剤を使用して駆除を行う。日本において蚊などに用いる殺虫剤は医薬品医療機器等法に則り、厚生労働省が承認した、医薬部外品として取り扱われる。
蚊のための殺虫剤は、以下のとおり。
ピレスロイド系殺虫剤
除虫菊の成分を改変した一連の化合物。即効性で、家庭用としても多用される。揮発性は一部の化合物を除いて低い。除虫菊の殺虫成分は分解が早く、殺虫効力の低い異性体が多く混じっており、効力が低いために様々な構造の化合物が開発されている。除虫菊は、かつて蚊取り線香の原材料として使われていたが、現在では全化学合成で生産されている。
忌避性もあるため、開発途上国ではピレスロイド系殺虫剤を練り込んだ蚊帳を世界保健機関（WHO）が採用して、普及を目指している。また壁用塗料にも取り入れられている。
有機リン系殺虫剤
ピレスロイドと比較して、相対的に毒性が高いため、防除業者用として用いられている。DDVPは揮発性が高いためにビルの地下街など、閉鎖空間での防除に利用される。
DEET・イカリジン（ピカリジン）
忌避剤であり殺虫力はない。野外活動時に皮膚に塗布したり、特殊な加工により繊維に練りこませて用いる。DEETはアメリカにて1946年に開発され日本では1962年に認可、イカリジンは1985年に開発され、2015年に本邦にて認可された。DEETは海外での動物実験による神経毒性が指摘されている。そのため、国民生活センターでは、厚生労働省や殺虫剤メーカーに対し、DEETの使用について以下のように定めた。
DEET12％以下の商品
- - 6か月未満の乳児には使用不可
  - 6か月以上2歳未満は、1日1回まで
  - 2歳以上12歳未満は、1日1～3回まで

DEET30％の商品
- - 12歳未満には使用不可

なお、イカリジンの年齢制限は特に設けられていない。
巷では「DEET不使用」をアピールした忌避剤が販売されているため、DEETがさも危険であるかのように見受けられるが、DEET自体は危険ではなく、用法通りに使用すれば、安全である。とくに、海外渡航への感染症対策にDEET配合忌避剤の使用が推奨されている。
BT
土壌微生物Bacillus thuringiensis の islaelensis 株は、蚊に対して殺虫効果を示すが、価格が高く、利用できる場面も限られているため、今後の応用が期待されている。
DDT
環境や人体への影響が大きい薬剤である。リスクを考慮してもなお、南アジアなどマラリアによる被害が遥かに大きい地域で、限定的に用いられる。

#### 代表的な駆除器具
かつて日本においては、ヨモギの葉、カヤの木、スギやマツの青葉などを火にくべて、燻した煙で蚊を追い払う蚊遣り火という風習が広く行われていた。また、こうした蚊を火によって追い払う道具は蚊遣り具、または蚊火とよばれ、全国的に使用されており、大正時代まではこれらの風習が残っていた。
蚊の駆除器具として使用されているものとしては、蚊取り線香がある。ただしその歴史自体は非常に新しいものであり、和歌山県出身の上山英一郎が線香に除虫菊の粉末を練り込んだものを1890年（明治23年）に開発したのが始まりである。蚊取線香の殺虫能力は高く、大正時代末には、蚊遣り火や蚊遣り具に取って代わった。ただし蚊取線香も火を用いることには変わりなく、安全性を高め灰の処理を容易にするために、蚊遣器と呼ばれる陶器製の容器（ブタをかたどった物が特に有名）に入れて使用することも多かった。
やがて1963年には、アレスリンを電熱によって揮発させ、殺虫効果を得る電気蚊取が開発され、煙や灰が出ないことから、1970年代には普及し、従来の蚊取線香に取って代わった。また、同時期にはスプレー型の殺虫剤や防虫剤も開発され、これも蚊の対策として広く使用されるようになった。
上記のような蚊の駆除器具の代表的な企業としては、上山の興した金鳥（大日本除虫菊）や、アース製薬、フマキラーなどがある。

### 生物学的な防除

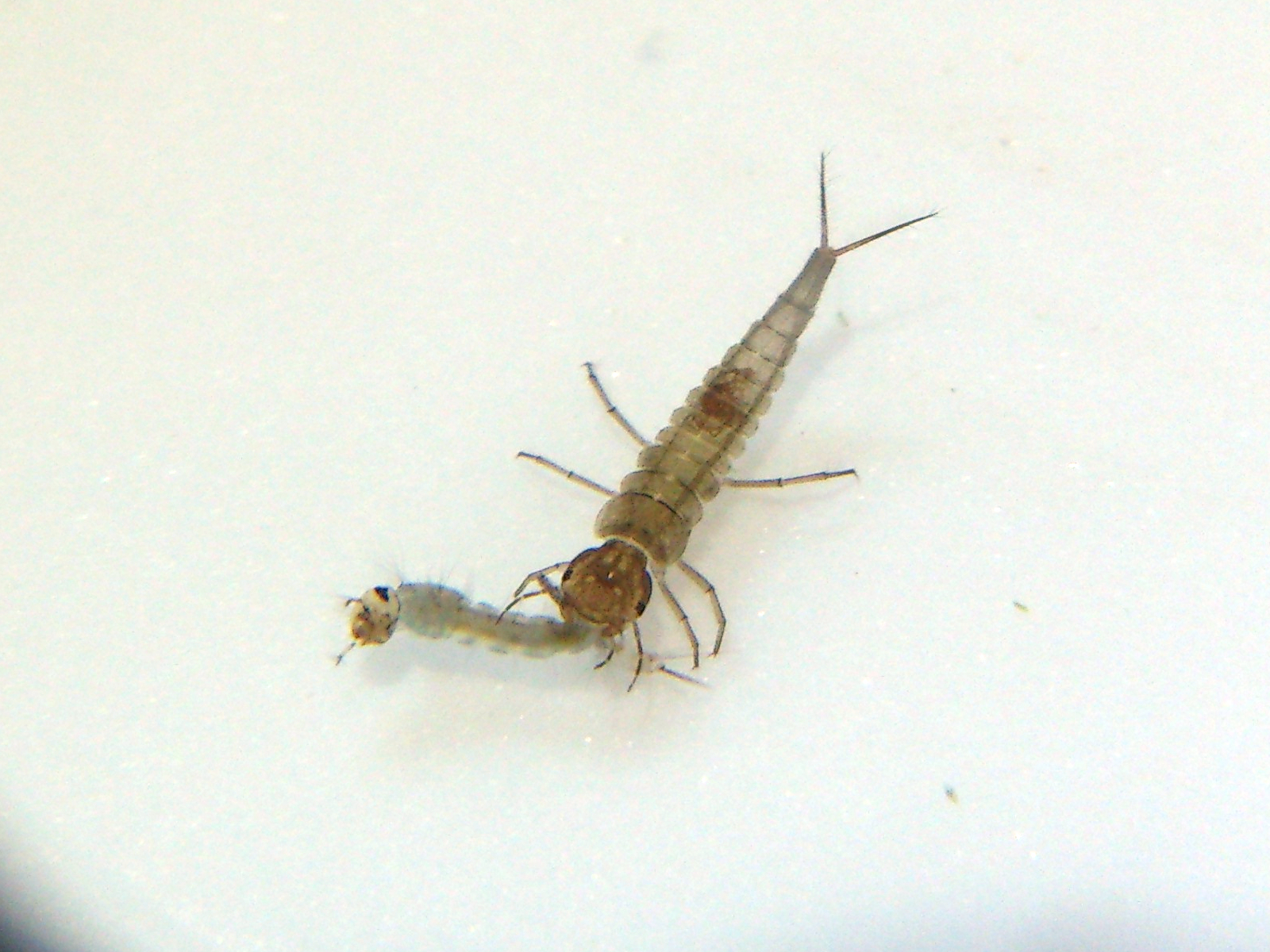
ボウフラを捕食するゲンゴロウ類の幼虫

天敵用法
クモなど、 蚊を捕食する動物（天敵）で駆除を行う。ヒトスジシマカなどの昼行性の蚊にはトンボが有効。トンボの幼虫（ヤゴ）も水中でボウフラを捕食する。カエル、その幼生であるオタマジャクシも有効な天敵となる。
ボウフラは肉食性の水生昆虫や小型淡水魚にとって格好の餌であることから、自然保護地域では、メダカとカダヤシ（日本では特定外来生物に指定）とウナギの稚魚などによって蚊の駆除が行われている。屋外の池などにはフナなどを生息させて捕食させる。また、飼育下のメダカもボウフラより大きなヒメダカやクロメダカであれば、ボウフラ退治に有効である。

遺伝子組み換え蚊の利用
デング熱などへの対策として 遺伝子の組み換えによって、次の世代が成虫になる前に死ぬネッタイシマカを作り出す事に成功している。これらを自然界に放つ実験も2009年から行われているが、これには環境への影響を懸念する声もある。
事実ブラジルでは遺伝子組み換えカと野生カが交配して強化されたという説もある。

感染病の利用
蚊を殺す伝染病を感染させることで駆除を行うことができる。

### 物理的な防除

#### 物理的忌避

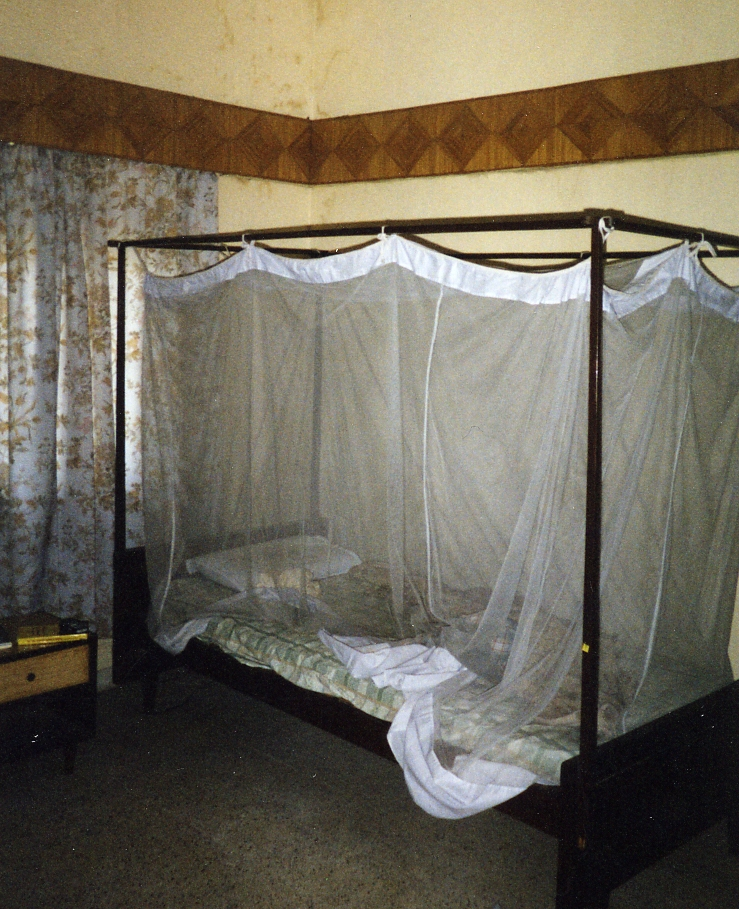
枠から吊るされた蚊帳

蚊の侵入を防ぎながら空気の通りを妨げない物として、窓に網戸、屋内で蚊帳がある。いずれも目が1mm程度の細かな網を蚊の侵入方向に張り巡らせて侵入を防ぐものであり、人間の寝所等の周りに吊るして防御するものが蚊帳、それを推し進めて窓に網を張り家全体への蚊の侵入を防ぐものが網戸である。この成り立ちからも推測できる通り、使用の歴史としては蚊帳の方がはるかに古く、古代から世界中で使用されていた。日本においても中国から伝来し、既に江戸時代には一般庶民の日用品となっていた。その後、昭和時代後期に入りガラス窓とそれを乗せるサッシが普及して気密性が大幅に向上し、蚊の侵入する隙間が窓以外なくなったことから窓での蚊の防御に意味が生まれ、網戸が誕生して急速に普及した。現代においては網戸は、ほぼ日本中の家で採用されていると思われるが、蚊帳は現代の日本ではあまり用いられていない。ただし日本以外の国々、とくに熱帯地域の諸国においては蚊帳は現在でも非常によく使用される。蚊帳の使用は熱帯地域における伝染病の感染を減少させる有効な手段とされ、特に2000年頃に5年間ほど効果が持続するピレスロイド系の殺虫剤を添加した蚊帳が開発されると、世界保健機関（WHO）や多くのNPOがこれを採用して無償配布や援助を行うようになった。
また蚊は風速1m以上の風が吹く環境下では飛行できない（横風を受けて飛ばされてしまう。ヒトに取り付く事も出来ない）ため、扇風機の風を当てる事でも防除はできる。
蚊の駆除を目的としたものには、紫外線で蚊を誘引し、通電した格子に触れさせ感電死させる電気捕虫機（電撃殺虫器）があり、同様に紫外線や二酸化炭素で誘引した蚊を風力で捕獲する機器も登場している。
侵入した蚊を駆除する方法としては、電気の流れるラケット状の器具「電気蠅叩き」が登場している。

#### 物理的予防
ボウフラの生息場所となる「水たまり」を、可能な限り作らないことが重要である。それが困難な場合には以下の方法がある。
油
水面を油で覆う事でボウフラを窒息死させる事ができ、アメリカ合衆国がパナマ運河を建設した際にもこの手法でマラリアの発生が抑えられている。
波
エアレーションで水面を揺らす事でもボウフラを窒息死させる事ができる。これを応用して水面に浮かべる小型機器も考案されている。
銅
水に銅ファイバー、繊維状のものを入れることで、ボウフラの9割が羽化せずに死滅するとの実験結果もある。
罠
簡単な加工を施したペットボトルを水源に設置してボウフラを閉じ込める罠が考案されている。
また、水源から離れた場所に設置し、敢えて蚊に産卵させた上で羽化した成虫を閉じ込める罠も商品化されている。同じような罠をペットボトルなどで作成することもできる。

## 蚊の生態系における役割

### 水の浄化
ボウフラは水中の有機物を分解し、バクテリアを食して排泄物を出す。微生物も同じように有機物を分解し排泄物を出すが、呼吸を水中で行うため、バクテリアが増えすぎると水中の酸素が少なくなり生物が住めなくなってしまう場合がある。ボウフラはバクテリアを食べ、呼吸は空気中から行うことで、水環境を浄化する作用がある。

### 受粉の手助け

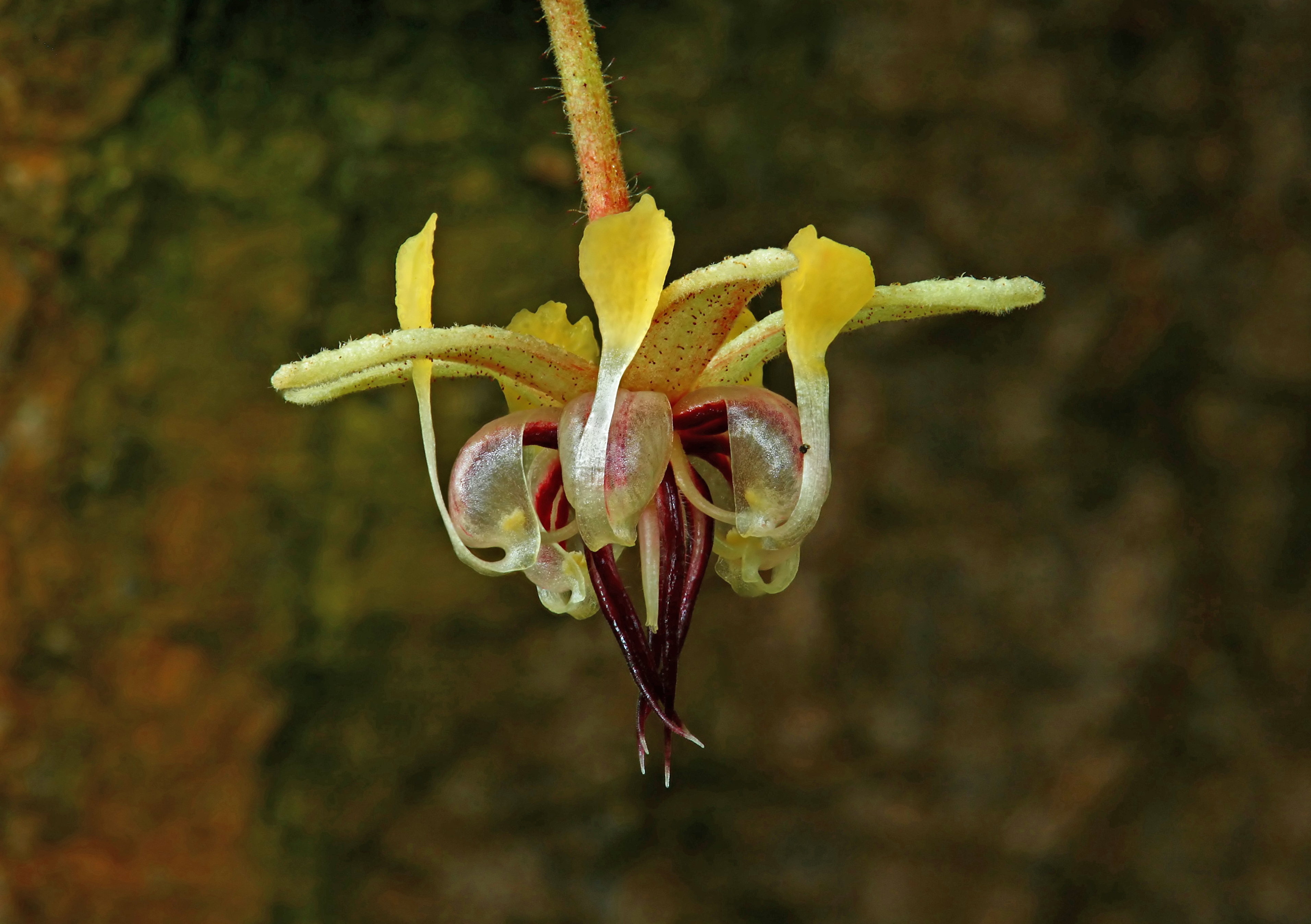
カカオの花

蚊は吸血だけでなく花の蜜を吸って生きており、結果として植物の受粉を手助けしている。なかでも、チョコレートの原料であるカカオは、花が非常に小さく複雑な構造であるため、3ミリメートル未満の送粉者を必要とする。蚊の一種であるヌカカは、カカオの貴重な送粉者である。もしも地球上から蚊が全滅してしまったと仮定すると、カカオの生育に大きな悪影響を及ぼし、人々はチョコレートやココアを嗜むことが不可能となる。

### 生態系の維持
ボウフラは、数百種類にわたる魚に捕食されており、もしもボウフラがいなくなると、それらのエサが失われることから、生態系の秩序が乱れ、思いもよらぬ影響が及ぼされることが懸念される。また、トンボ、アリ、クモ、コオロギ、トカゲ、カエルなどにも一定の影響を及ぼすと考えられている。
人道的見地を排斥した視点からは、蚊の駆逐は人口爆発に加勢し、税負担の増加や国家発展の妨げとなる可能性が示唆される。

## 下位分類
- オオカ亜科 Toxorhynchitinae
  - オオカ属 Toxorhynchites
    - トワダオオカ Toxorhynchites (Toxorhynchites) towadensis (Matsumura, 1916)
- ナミカ亜科 Culicinae
  - ナガハシカ属 Tripteroides
    - キンパラナガハシカ Tripteroides bambusa

  - イエカ属 Culex
    - アカイエカ Culex (Culex) pipiens pallens Coquillett, 1898
    - チカイエカ Culex (Culex) pipiens molestus Forskal, 1775
    - ネッタイイエカ Culex (Culex) pipiens quinquefasciatus Say, 1823
    - コガタアカイエカ Culex (Culex) tritaeniorhynchus Giles, 1901

  - クロヤブカ属 Armigeres
    - オオクロヤブカ Armigeres (Armigeres) subalbatus (Coquillett, 1898)

  - ヤブカ属 Aedes
    - ネッタイシマカ Aedes (Stegomyia) aegypti (Linnaeus, 1762)
    - ヒトスジシマカ Aedes (Stegomyia) albopictus (Skuse, 1894)
    - チシマヤブカ Aedes (Ochlerotatus) punctor (Kirby, 1837)
    - トウゴウヤブカ Aedes (Finlaya) togoi (Theobald, 1907)
    - ヤマトヤブカ Aedes (Finlaya) japonicus japonicus (Theobald, 1901)

  - プロソフォラ属 Psorophora
    - プロソフォラ・シリアタ Psorophora ciliata
- ハマダラカ亜科 Anophelinae
  - ハマダラカ属 Anopheles
    - オオツルハマダラカ Anopheles hyrcanus lesteri Baisus et Hu, 1936
    - シナハマダラカ Anopheles (Anopheles) sinensis Wiedemann, 1828

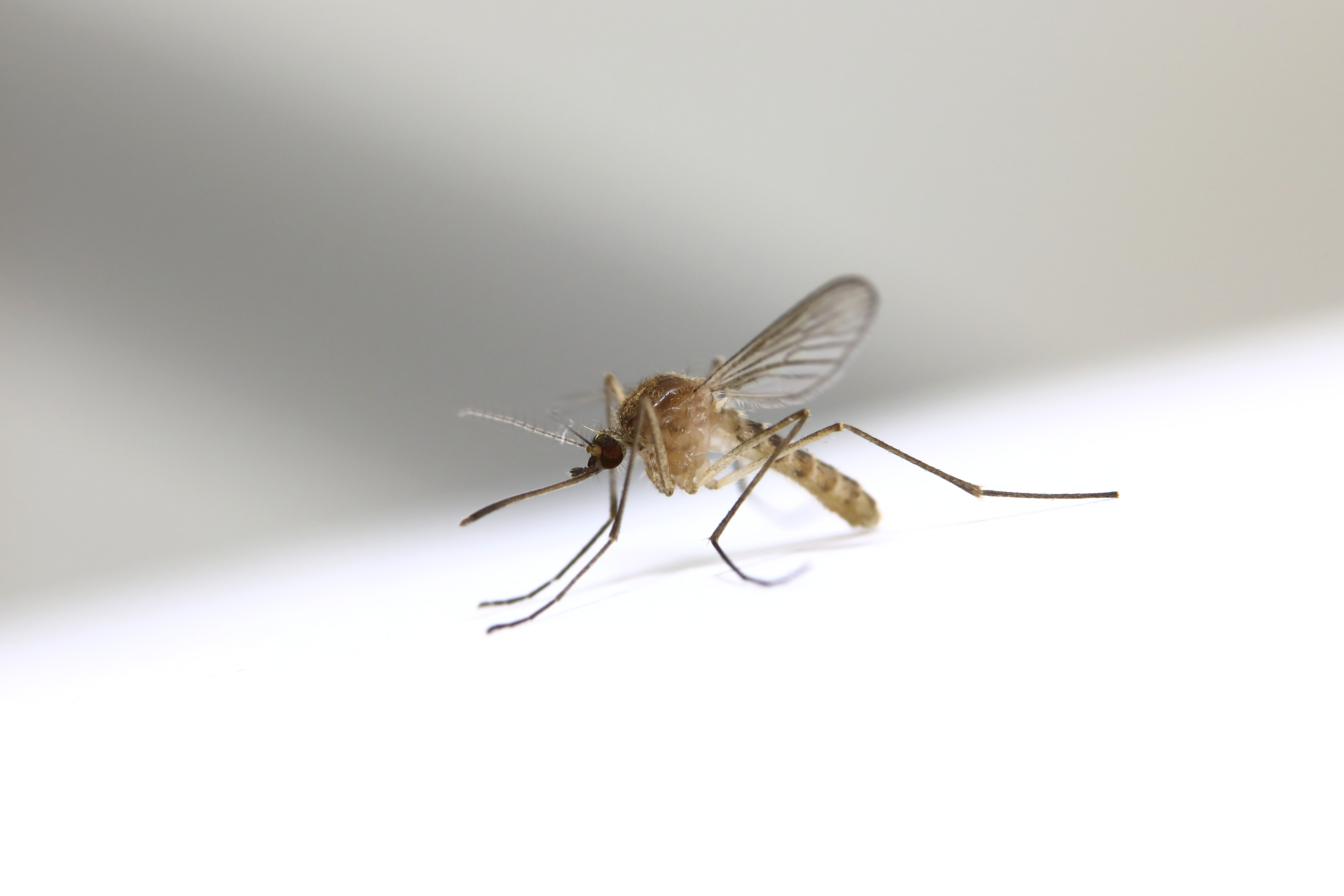
アカイエカグループ
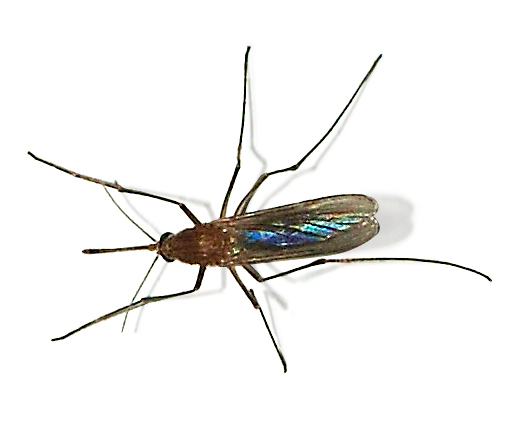
Culex pipiens
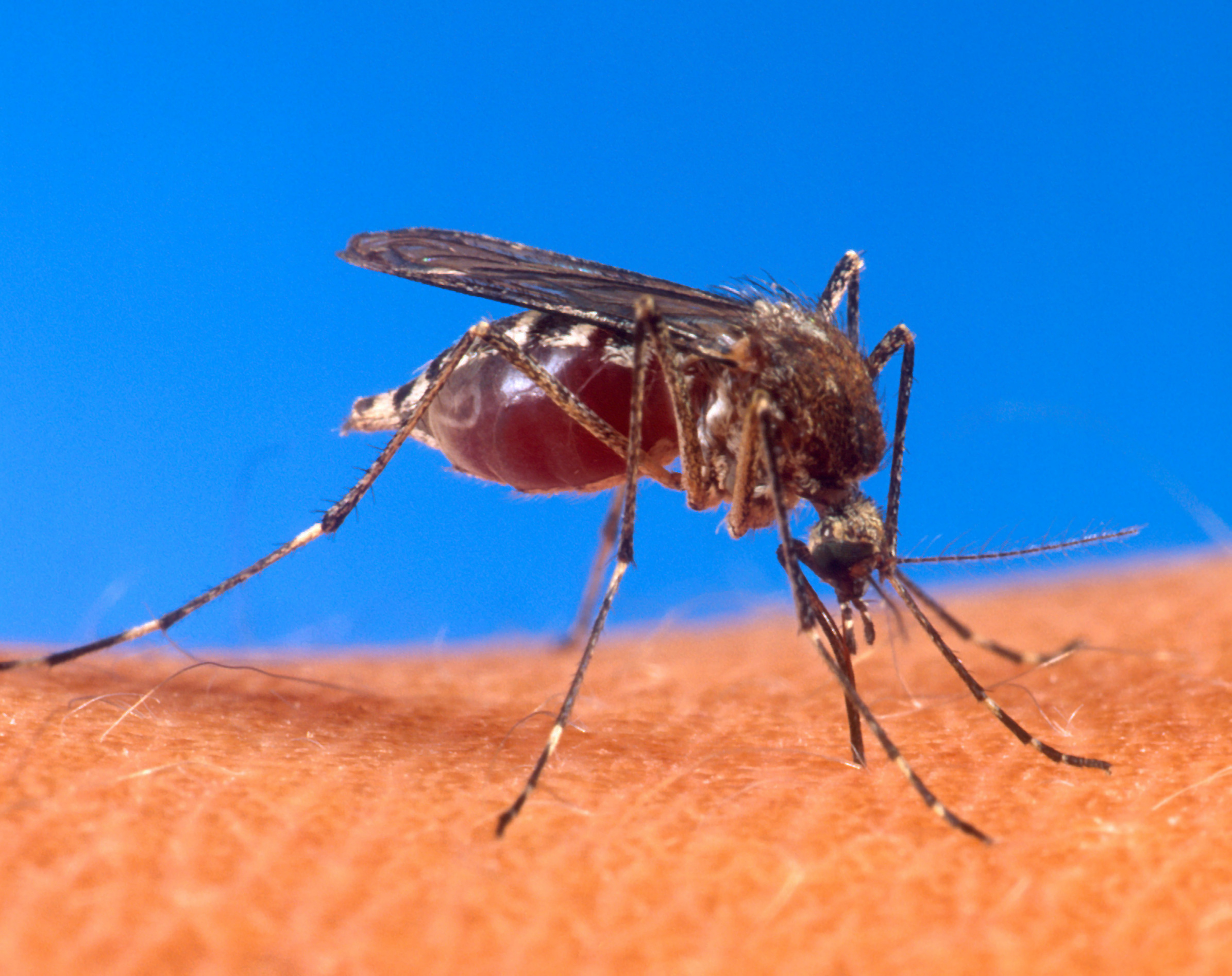
ネッタイシマカ Aedes aegypti
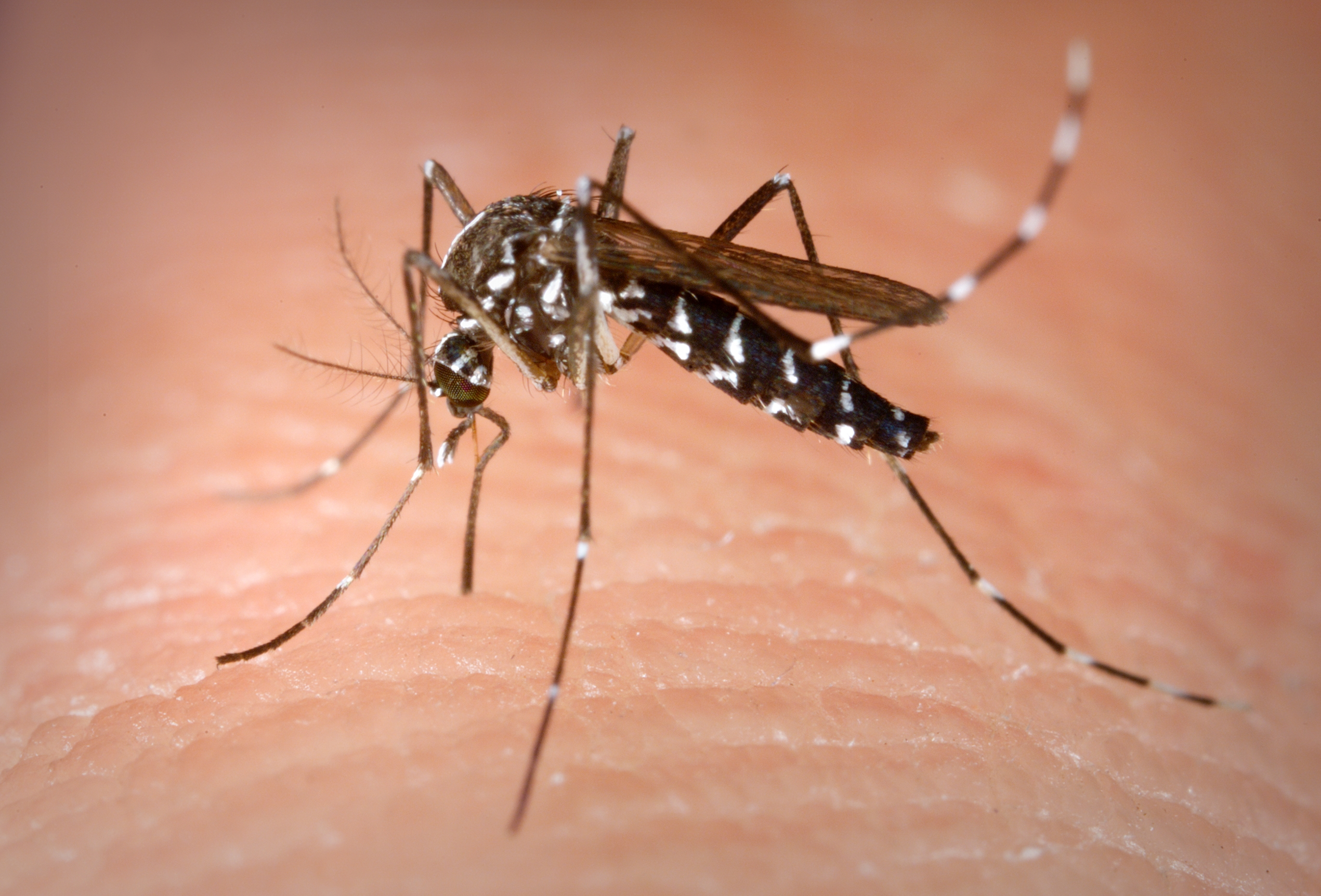
ヒトスジシマカ Aedes albopictus